# Smerinthulus perversa
Smerinthulus perversa är en fjärilsart som beskrevs av Rothschild 1895. Smerinthulus perversa ingår i släktet Smerinthulus och familjen svärmare. Inga underarter finns listade i Catalogue of Life.